# 约翰·塔尔博特·鲁宾逊
约翰·塔尔博特·鲁宾逊（英語：John Talbot Robinson，1923年1月10日—2001年10月12日）是一位南非古人类古生物学家。他的最著名发现是与罗伯特·布鲁姆（Robert Broom）一起发现了非洲南方古猿（Australopithecus africanus）几乎完整的头骨化石，称为普莱斯夫人（Mrs. Ples）。